# Hl.-Dreieinigkeits-Kirche (Hamburg-St. Georg)

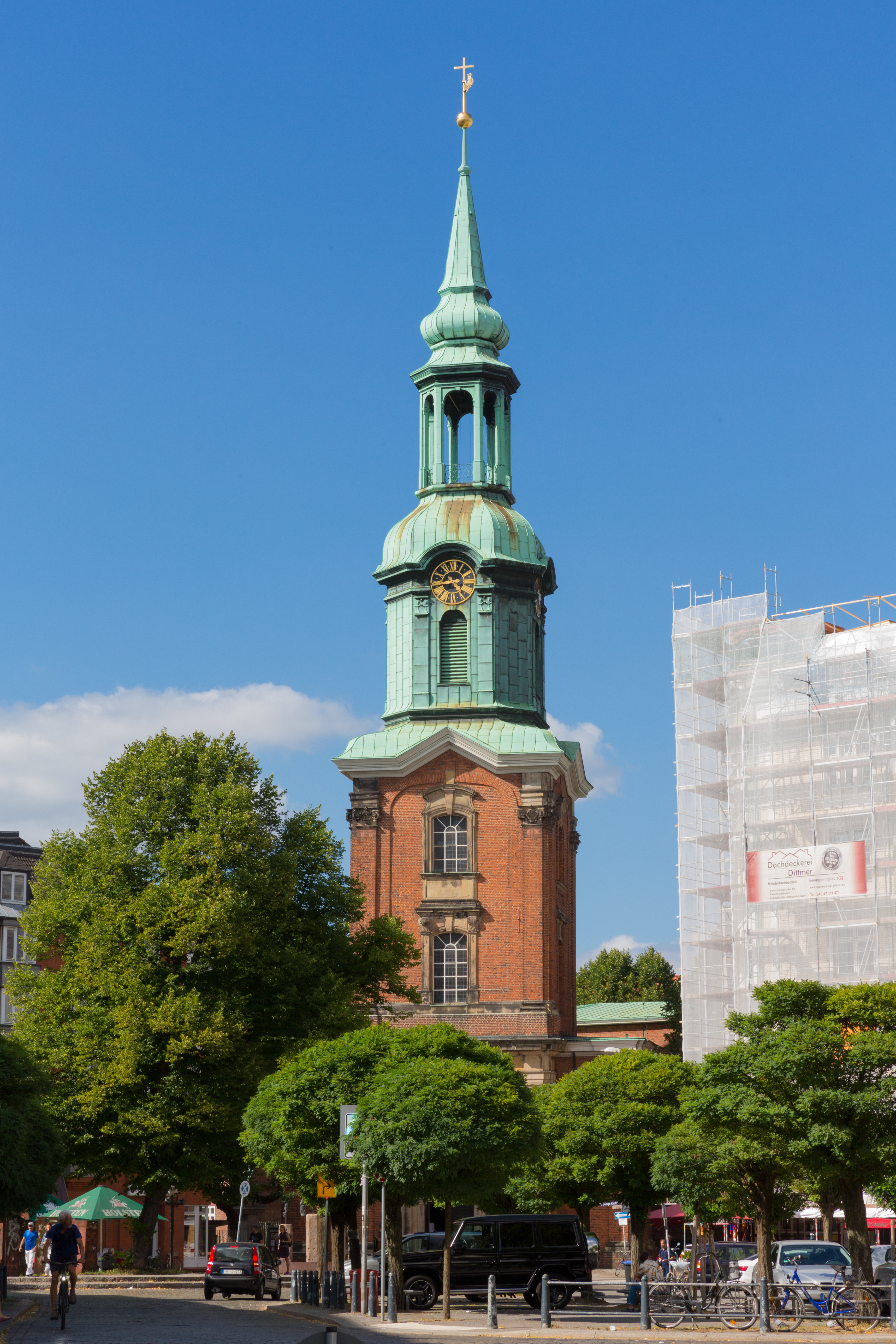
Turm der Dreieinigkeitskirche

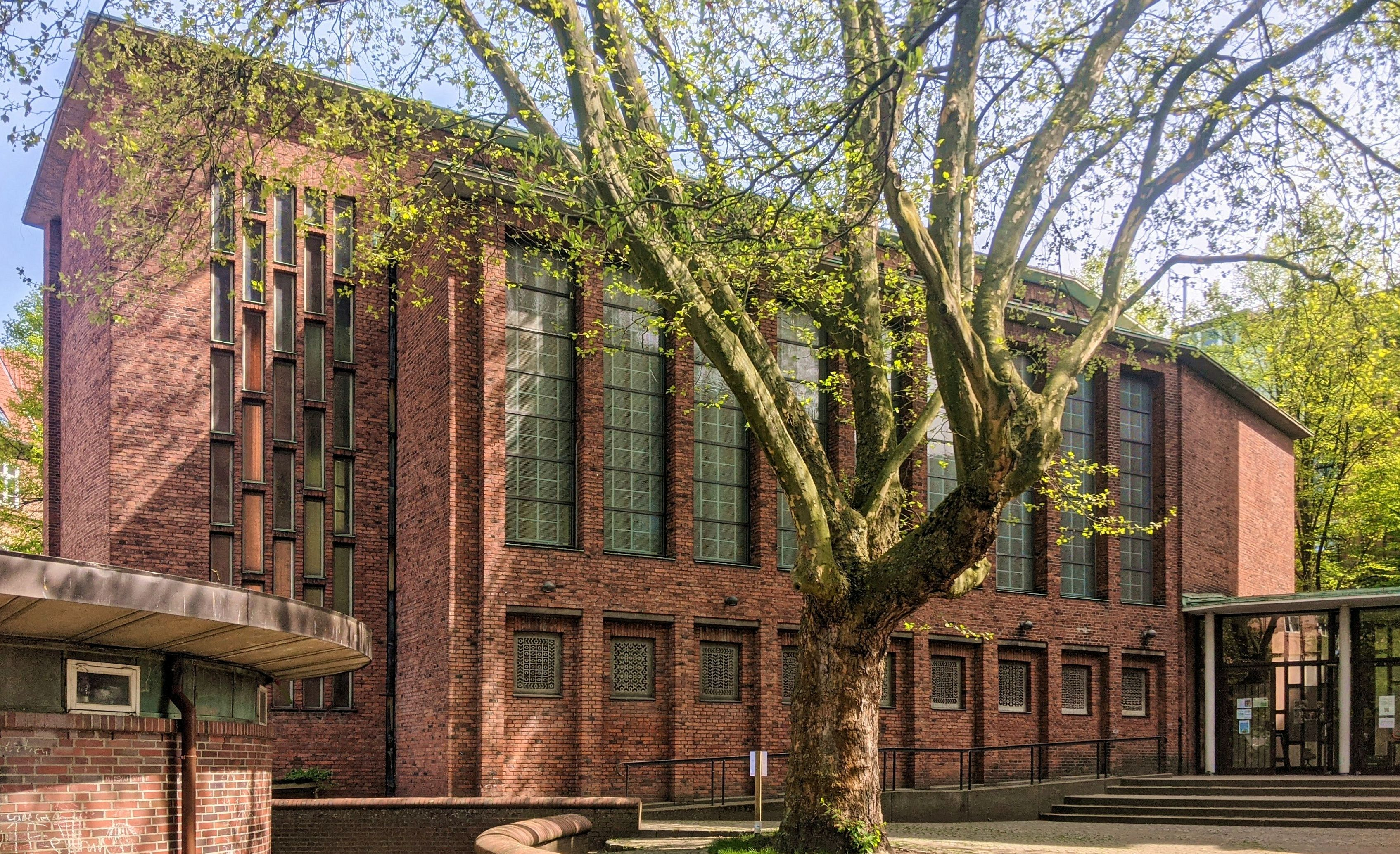
Modernes Kirchenschiff mit Verbindungsgang zum Turm, Ansicht vom Kirchhof

Die Heilige-Dreieinigkeits-Kirche, oft auch St.-Georgs-Kirche genannt, steht im Hamburger Stadtteil St. Georg unweit der Langen Reihe, ganz in der Nähe des Hamburger Hauptbahnhofes und ist neben der Erlöserkirche in Borgfelde eine der beiden Predigtstätten der evangelisch-lutherischen Kirchengemeinde St. Georg-Borgfelde.

## Geschichte

### Ursprünge
Das Gebiet des heutigen St. Georg gehörte seit dem Mittelalter ursprünglich zum Pfarrbezirk der Hamburger Hauptkirche St. Jacobi. Erstmals 1220 ist die Existenz einer Kapelle des Siechenhauses vor der Stadt, des St.-Georgs-Hospitals überliefert. Damals machte Albrecht von Orlamünde dem schon seit einigen Jahrzehnten bestehenden Hospital eine Stiftung. Diese erste Kapelle bestand vermutlich aus Feldsteinen und wurde im 14. Jahrhundert durch einen Backsteinbau ersetzt. 1452 wurde die Kapelle durch Schenkungen zu einer Kirche mit Turm erweitert und in den folgenden Jahren mit mehreren Darstellungen des heiligen Georgs und einer Orgel ausgestattet.
Nach dem Bau der Hamburger Wallanlagen 1629 diente die Kapelle zunächst  als Pfarrkirche für die außerhalb der Mauern gelegenen Gebiete, erwies sich jedoch bald als zu klein für die wachsende Bevölkerung. Die mittelalterliche Kirche wurde daher mehrmals durch Anbauten erweitert, bis sie 1655 rund 1200 Menschen fasste.
1743 war die alte Kirche so baufällig, dass sie abgerissen wurde. Unter der Leitung von Johann Leonhard Prey wurde ein barocker Neubau errichtet. Zur Einweihung am 26. Oktober 1747 wurde das Oratorium Heilig, heilig, heilig ist Gott von Georg Philipp Telemann aufgeführt.
Diese Kirche wurde während der Bombenangriffe im Juli 1943 fast vollständig zerstört.

### Wiederaufbau 1957
Die heutige Kirche wurde 1957 als innerstädtische Konzertkirche nach einem Entwurf des Architekten Heinz Graaf neu errichtet; sie gilt als besonders gelungenes Beispiel für die sakrale Architektur der 1950er-Jahre. Der Wiederaufbau des Turmes, der bis auf einen Stumpf zerstört war, nach den ursprünglichen Plänen von Johann Leonhard Prey war am 21. Januar 1962 abgeschlossen. Das Kirchenschiff steht nicht in einer Achse mit dem Turm und ist mit diesem nur durch einen verglasten Gang verbunden. Der Turm erhielt wieder einen eleganten Aufsatz mit zierlicher Spitze und damit seine ursprüngliche Höhe von 66,6 m. Auf der Nordseite der Kirche wurde ein erhalten gebliebenes Barockportal in den Neubau eingefügt.
Im Außenbereich befindet sich eine Gedenktafel zur Erinnerung an das Wirken von Pastor J. W. Rautenberg (1820–1865). Hier steht neben dem Turm auch die von Gerhard Marcks im Jahre 1958 geschaffene Reiterstatue des Heiligen Georg, die ihn als Drachentöter zeigt und die zu einem Wahrzeichen des Stadtteils geworden ist.

## Ausstattung

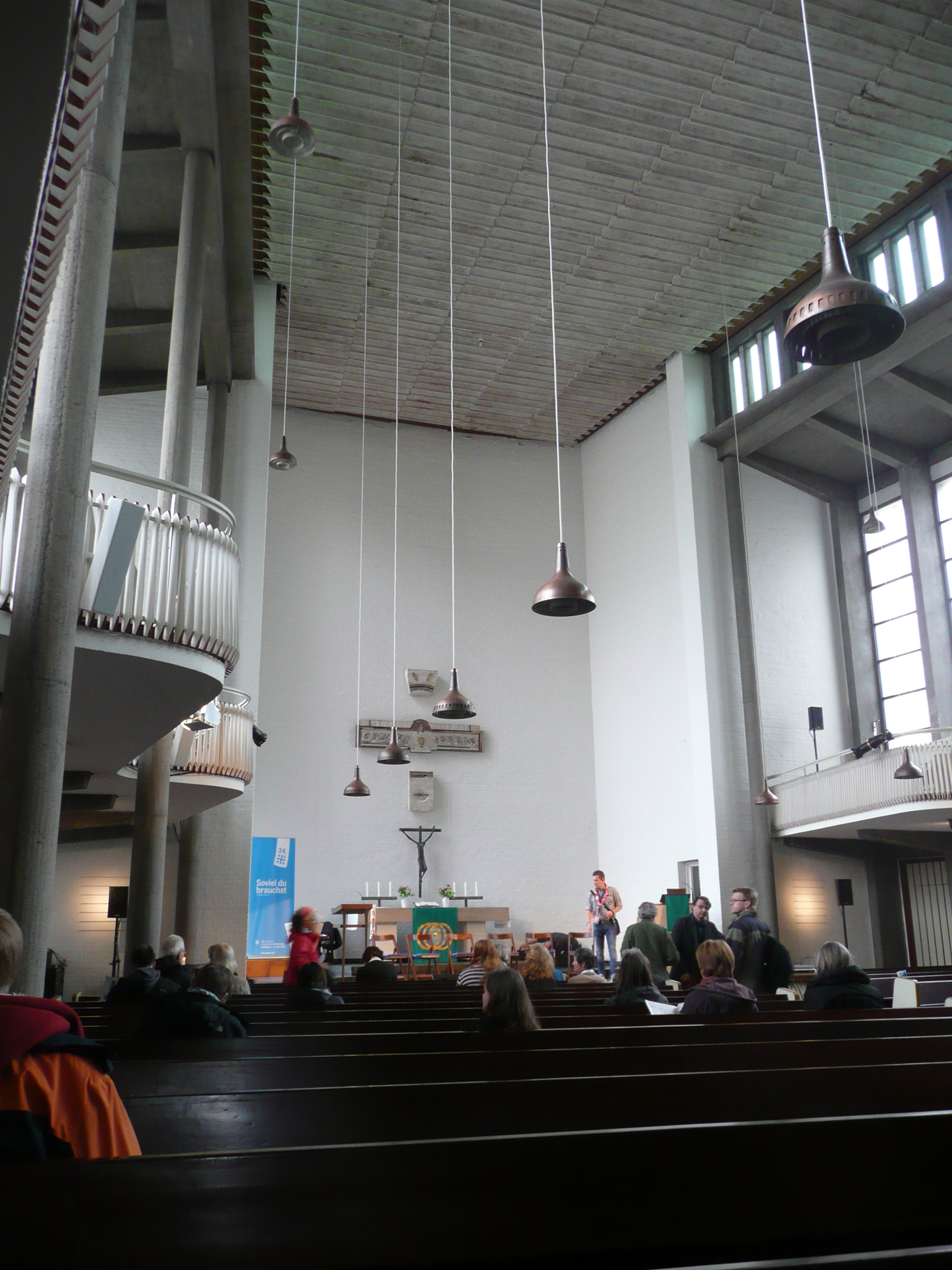
Blick auf den Altar

Der Eingang zur Kirche ist seitlich. Die Kirche bietet 700 Sitzplätze und eine vorzügliche Akustik. Der von der Seite belichtete Altarraum wird durch den Gegensatz von hellem Travertin und dunklem Dolomit bestimmt. Die 2003 erneuerten großen 20 Fenster sind von dem Glaskünstler Jochem Poensgen gestaltet.

### Hinweise auf die Dreieinigkeit
Die Zahl Drei in den Darstellungen und der Ausstattung weist auf die Dreieinigkeit hin. Beispielsweise Kanzel – Altar – Taufe, Zahl der Fenster, der Oberlichter und der Emporen. Über dem Altar eine Darstellung der göttlichen Dreieinigkeit von Karl Knappe: die Hände Gottes bei der Erschaffung der Welt, Christus mit seinen Jüngern beim Abendmahl, die Taube als Symbol des Heiligen Geistes, der Verbindung Gottes zu den Menschen.
Die Bibel auf dem Altar ist ein Geschenk des 1957 amtierenden Bundespräsidenten Theodor Heuss mit dessen eigenhändiger Widmung.

### Christliche Symbole
Das Kruzifix wurde von Jürgen Weber geschaffen. Die farbigen Fenster mit ihren sparsamen Variationen von Rot und Weiß stammen aus der Werkstatt Gerhard Hausmann, ebenso die farbigen Fenster mit christlichen Symbolen unter der Orgel. In der Mitte das Chi-Rho (Christus-Monogramm), rechts und links daneben das Alpha und Omega, links außen die Ähre und rechts außen der Weinstock.

### Kapelle

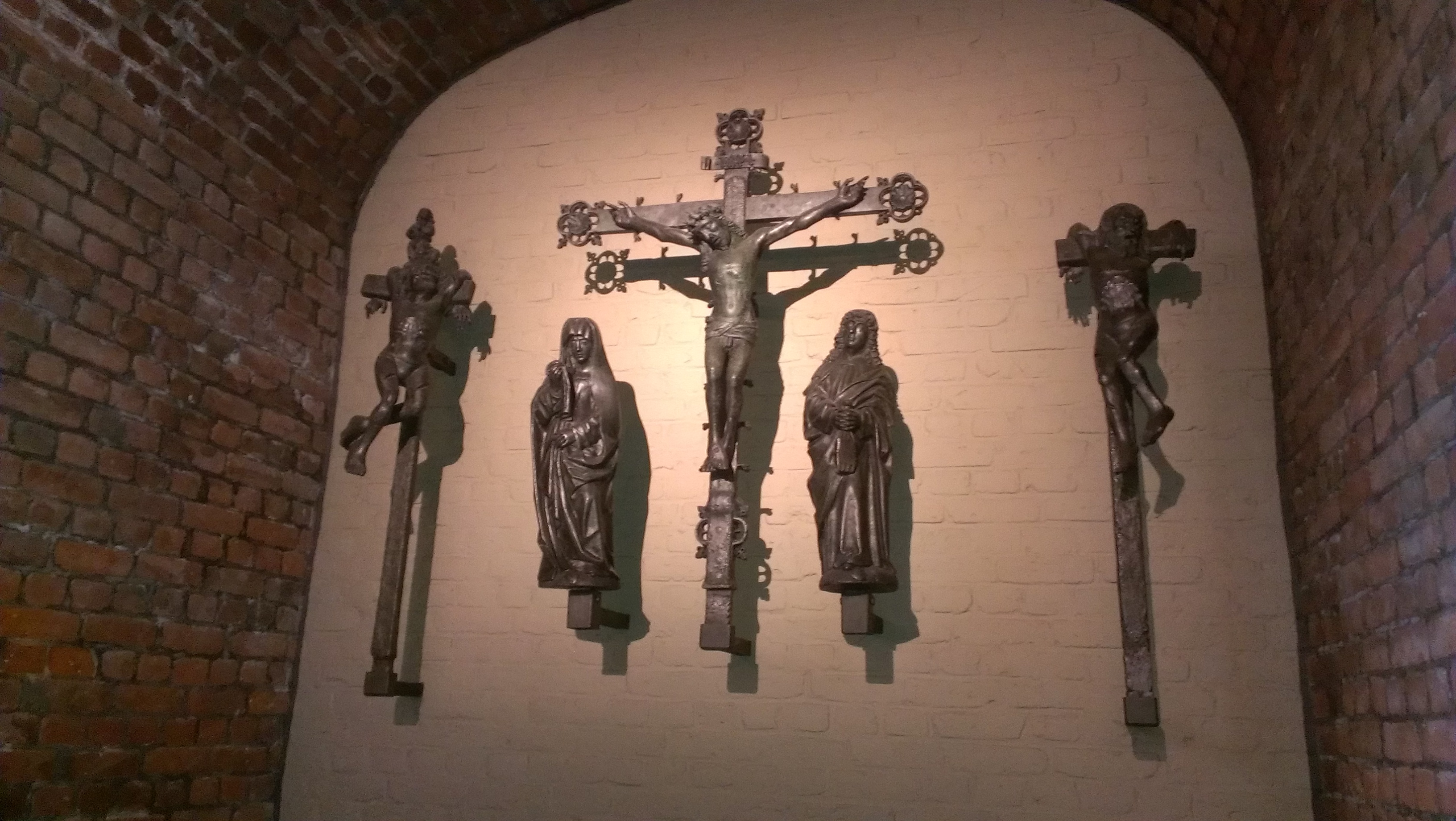
Kreuzigungsgruppe, Ende 15. Jahrhundert

Die ehemalige Eingangshalle im Erdgeschoss des Turms ist heute eine Kapelle. Hier hat eine aus dem Ende des 15. Jahrhunderts stammende Kreuzigungsgruppe eines unbekannten Künstlers ihren Platz gefunden, die ursprünglich unter freiem Himmel vor der Kirche stand: Jesus am Kreuz, seine Mutter Maria und einer seiner Jünger, Johannes, trauernd daneben, die mit Jesus gekreuzigten Verbrecher links und rechts von ihm. Diese Gruppe bildete ursprünglich die letzte Station eines Kreuzweges, der am Mariendom begann und vor dem benachbarten Leprahospital endete.
Beachtenswert sind auch die Klinken der Kirchentüren von Karl Heinz Engelin mit den Symbolen der Evangelisten: an der Tür zur Kirche von der Pergola aus der Stier für Lukas und das Menschengesicht für Matthäus, am Barockportal an der Nordseite der Löwe für Markus und der Adler für Johannes. Am Eingangsportal zur Turmkapelle Jona und der Wal.

### Glocken
Die Kirche besitzt ein Geläut aus vier Läuteglocken und zwei Schlagglocken. Eine Schlagglocke und eine Läuteglocke von 1797 stammen noch aus der Zeit vor der Zerstörung der Kirche. Alle anderen Glocken wurden zwischen 1959 und 1961 von der Glockengießerei Gebr. Rincker gefertigt.
| Nr. | Schlagton | Durchmesser (mm) | Masse (kg) | Gießer, Gussort        | Gussjahr | Inschrift |
| --- | --------- | ---------------- | ---------- | ---------------------- | -------- | --- |
| 1   | cis1      | ca. 1400         | ca. 1500   | Gebr. Rincker, Sinn    | 1961     | „ICH WERDE SEIN, DER ICH SEIN WERDE“ |
| 2   | e1        | ca. 1260         | ca. 1000   | Gebr. Rincker, Sinn    | 1961     | „JESUS CHRISTUS GESTERN UND HEUTE UND DER SELBE AUCH IN EWIGKEIT“ |
| 3   | fis1      | ca. 1140         | ca. 870    | Gebr. Rincker, Sinn    | 1961     | „DIE LIEBE GOTTES IST AUSGEGOSSEN IN UNSER HERZ DURCH DEN HEILIGEN GEIST“ |
| 4   | gis1      | ca. 1000         | ca. 525    | Johann Nicolaus Bieber | 1797     | „HR: JOH: ADOLPH POPPE LU: L: HR: MARTIN DORNER ERSTER PATRON ZWEITER PATRON“ „DENCK ANS ENDE STERBLICHER WEN DU MICH WIRST HOEREN KLINGEN SO WIRD DIER MEIN KLANG NIE TRAUREN SONDERN EITEL FREUDE BRINGEN“ „HR: JOH: IOHN PASTOR“ „FECIT JOH: NIC: BIEBER IN HAMBURG 1797“ |

### Uhrschlagglocken
| Nr. | Name                 | Schlagton | Durchmesser (mm) | Masse (kg) | Gießer, Gussjahr             | Inschrift |
| --- | -------------------- | --------- | ---------------- | ---------- | ---------------------------- | --- |
| 1   | Stundenglocke        | f1        | ca. 1010         | ca. 600    | Johann Nicolaus Bieber, 1797 | „ICH ZEIGE GANZ GENAU DEN LAUF DER SCHNELLEN STUNDE UND WECKE ZUM GEBET YENE EWIGKEIT“ „FECIT JOH: NIC: BIEBER IN HAMBURG 1797“ |
| 2   | Viertelstundenglocke | c2        | ca. 750          | ca. 240    | Gebr. Rincker, 1959          | „DEIN REICH KOMME“ |

## Orgel

### Vor 1943
Die alte Orgel der Dreieinigkeitskirche (III/62), war 1744 von Johann Dietrich Busch erbaut worden, 1943 wurde sie im Hamburger Feuersturm zerstört.
In den Manualen hat immer das große Cis gefehlt. Der Orgelbauer Götzel ergänzte später in allen Pedalstimmen das Cis. In den beiden tiefen Oktaven blieb das Register 4′ im Diskant, es ist aber als 8′ eingestellt. 62 Register, 8 Bälge, über 3000 Pfeifen. Eine Aufzeichnung der Disposition erfolgte am 1. Advent 1858 nach Theodor Cortum.

| I Hauptwerk C– |                 |     |
| 1.             | Principal       | 16′ |
| 2.             | Oktave          | 8′  |
| 3.             | Viola da Gamba  | 8′  |
| 4.             | Weite Pfeife    | 8′  |
| 5.             | Gedackt         | 8′  |
| 6.             | Oktave          | 4′  |
| 7.             | Spitzflöte      | 4′  |
| 8.             | Nasat           | 3′  |
| 9.             | Oktave          | 2′  |
| 10.            | Rauschpfeife II |     |
| 11.            | Mixtur III–VII  |     |
| 12.            | Cymbel III      |     |
| 13.            | Trompete        | 16′ |
| 14.            | Trompete        | 8′  |
| 15.            | Trompete        | 4′  |
|                | Glockenspiel    |     |

| II Oberwerk C– |              |     |
| 16.            | Quintatön    | 16′ |
| 17.            | Principal    | 8′  |
| 18.            | Salicet      | 8′  |
| 19.            | Rohrflöte    | 8′  |
| 20.            | Oktave       | 4′  |
| 21.            | Rohrflöte    | 4′  |
| 22.            | Quinte       | 3′  |
| 23.            | Gemshorn     | 2′  |
| 24.            | Terzian II   |     |
| 25.            | Mixtur IV–VI |     |
| 26.            | Trompete     | 8′  |
| 27.            | Oboe         | 8′  |

| III Brustwerk C– |                 |    |
| 28.              | Principal       | 8′ |
| 29.              | Gedackt         | 8′ |
| 30.              | Flauto traverso | 8′ |
| 31.              | Quintadena      | 8′ |
| 32.              | Oktave          | 4′ |
| 33.              | Flauto traverso | 3′ |
| 34.              | Quinte          | 3′ |
| 35.              | Oktave          | 2′ |
| 36.              | Waldflöte       | 2′ |
| 37.              | Scharf VI       |    |
| 38.              | Dulcian         | 8′ |

| Pedal C– |                 |     |
| 39.      | Subbass (offen) | 32′ |
| 40.      | Principal       | 16′ |
| 41.      | Subbass (offen) | 16′ |
| 42.      | Violon          | 8′  |
| 43.      | Rohrflöte       | 8′  |
| 44.      | Quinte          | 6′  |
| 45.      | Oktave          | 4′  |
| 46.      | Nachthorn       |     |
| 47.      | Rauschpfeife II |     |
| 48.      | Posaune         | 32′ |
| 49.      | Posaune         | 16′ |
| 50.      | Dulzian         | 16′ |
| 51.      | Trompete        | 8′  |
| 52.      | Trompete        | 4′  |

- Koppeln: II/P, III/II, II/I
- Spielhilfen: Calcant, Cymbelstern, Tremulant

### Nach dem Wiederaufbau
Die heutige Orgel wurde 1959 von der Firma Walcker & Cie. erbaut. Das Instrument verfügt über 36 Register, verteilt auf drei Manuale und Pedal. 1971 wurde die Registertraktur elektrifiziert.

| I Hauptwerk C– |            |      |
| 1.             | Quintadena | 16′  |
| 2.             | Prinzipal  | 8′   |
| 3.             | Rohrflöte  | 8′   |
| 4.             | Oktave     | 4′   |
| 5.             | Spitzflöte | 4′   |
| 6.             | Quinte     | 2/3′ |
| 7.             | Oktave     | 2′   |
| 8.             | Mixtur VI  |      |
| 9.             | Trompete   | 8′   |
| 10.            | Trompete   | 4′   |

| II Brustwerk C– |            |       |
| 11.             | Quintatön  | 8′    |
| 12.             | Zartflöte  | 8′    |
| 13.             | Blockflöte | 4′    |
| 14.             | Nasat      | 2/3′  |
| 15.             | Waldflöte  | 2′    |
| 16.             | Terz       | 13/5′ |
| 17.             | Oktave     | 1′    |
| 18.             | Zimbel II  |       |
| 19.             | Krummhorn  | 8′    |
|                 | Tremulant  |       |

| III Oberwerk C– |              |      |
| 20.             | Gemshorn     | 8′   |
| 21.             | Gedackt      | 8′   |
| 22.             | Prinzipal    | 4′   |
| 23.             | Rohrflöte    | 4′   |
| 24.             | Koppelflöte  | 2′   |
| 25.             | Quinte       | 1/3′ |
| 26.             | Scharff IV-V | 1′   |
| 27.             | Dulcian      | 16′  |
| 28.             | Feldtrompete | 8′   |
|                 | Tremulant    |      |

| Pedal C– |                  |     |
| 29.      | Prinzipal        | 16′ |
| 30.      | Subbaß           | 16′ |
| 31.      | Oktave           | 8′  |
| 32.      | Oktave           | 4′  |
| 33.      | Nachthorn        | 2′  |
| 34.      | Rauschpfeife III |     |
| 35.      | Posaune          | 16′ |
| 36.      | Trompete         | 8′  |

## Fotografien und Karte

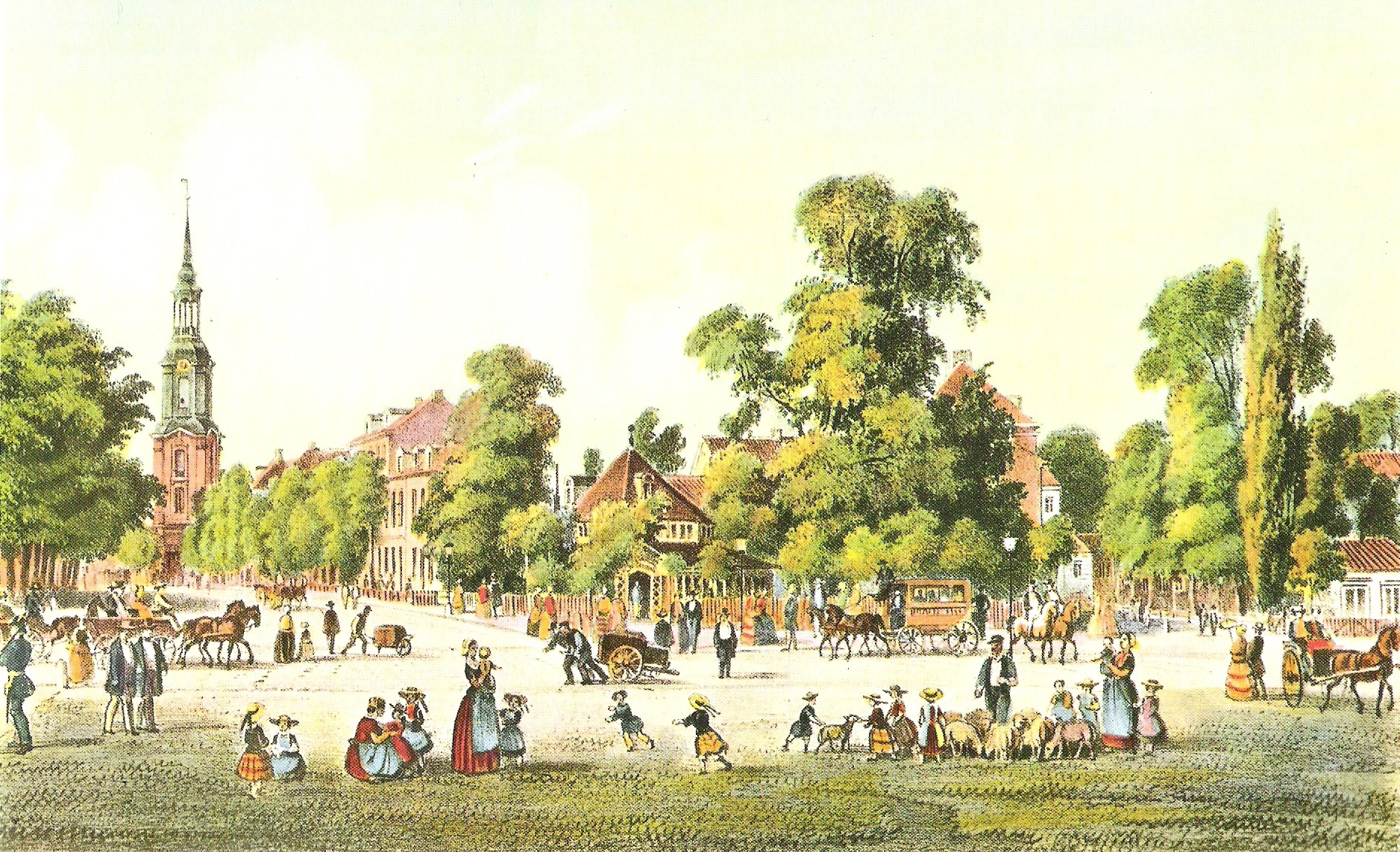
St. Georg 1855
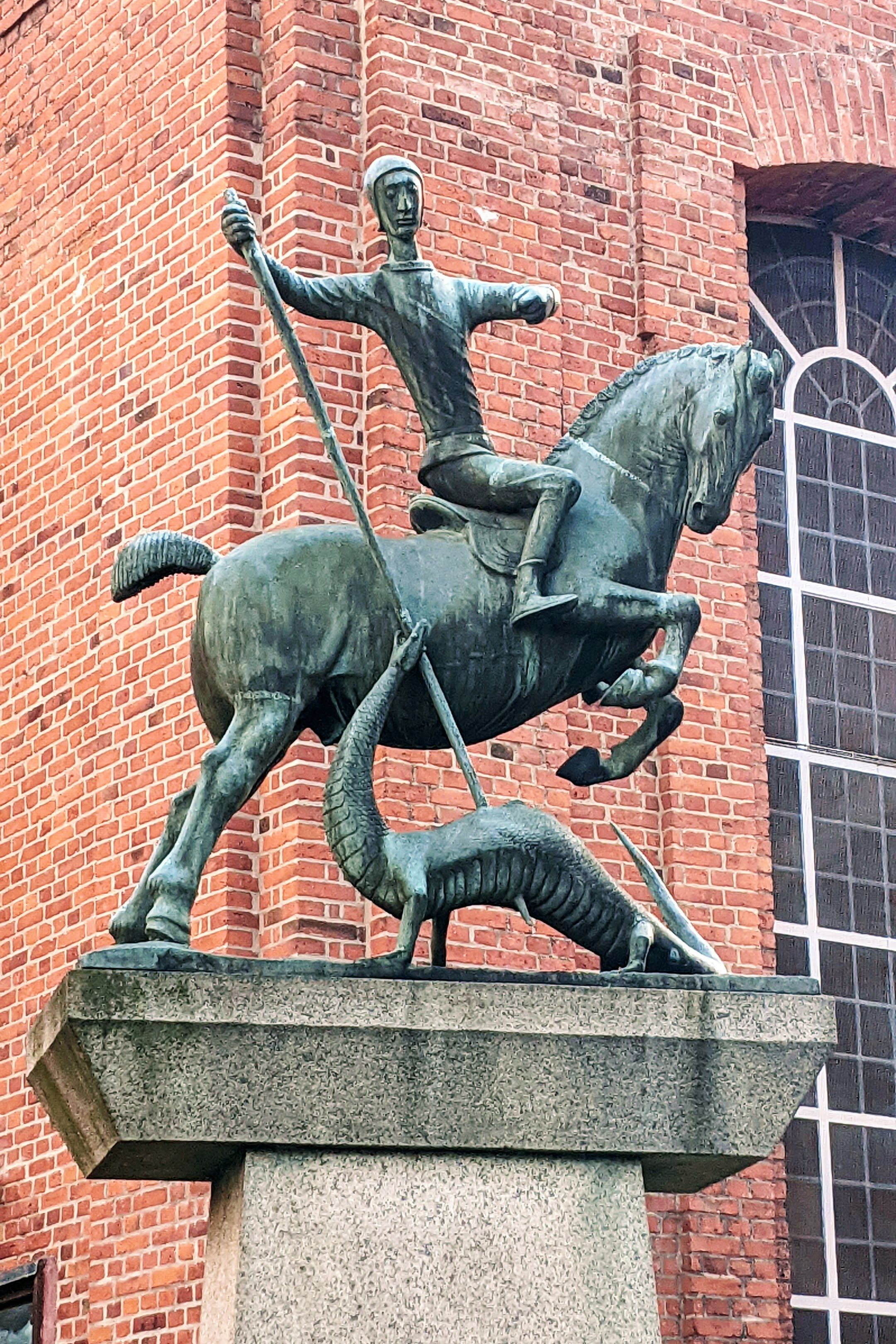
St. Georg mit dem Drachen von Gerhard Marcks
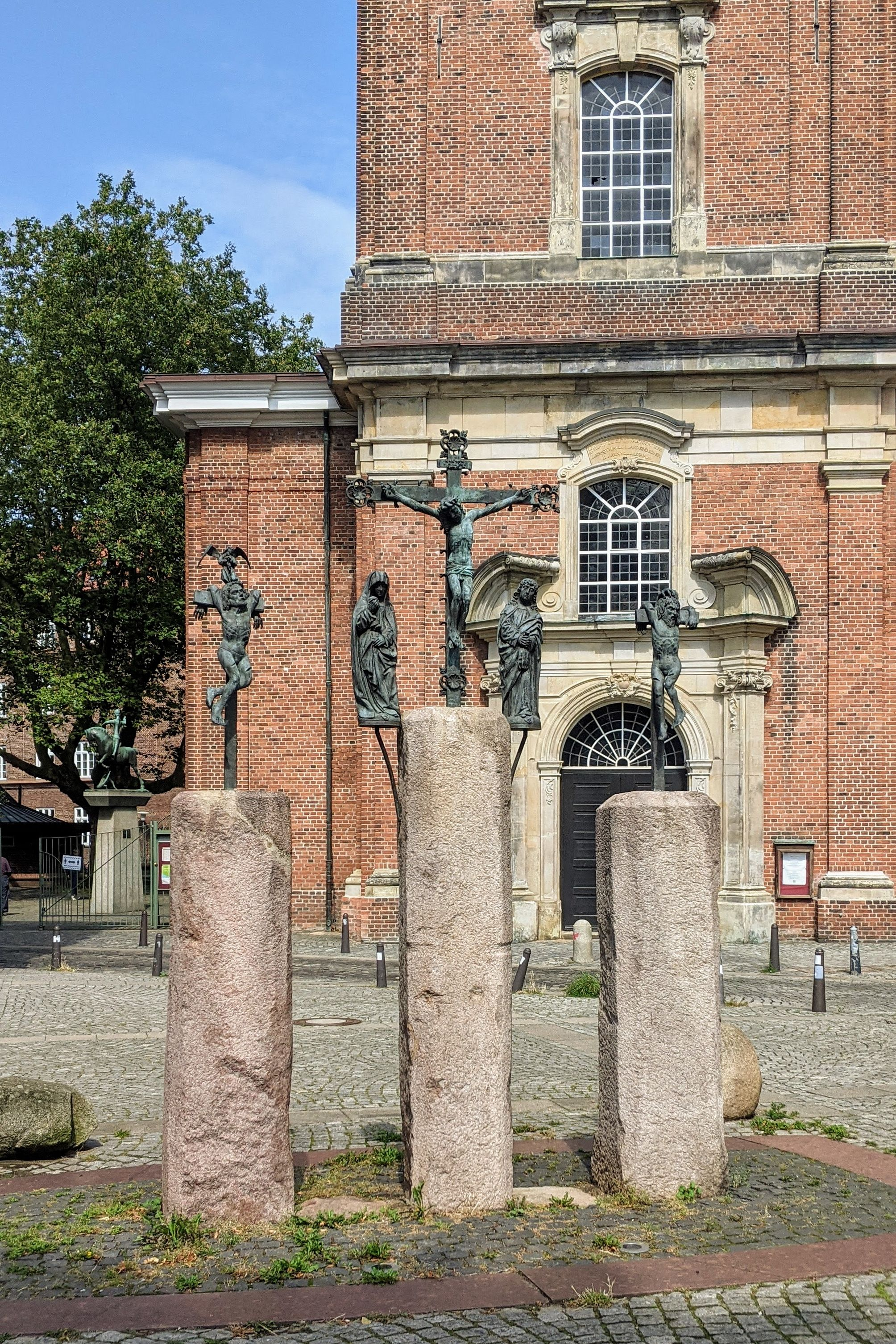
Kreuzigungsgruppe (1490, das Original befindet sich in der Kirche)
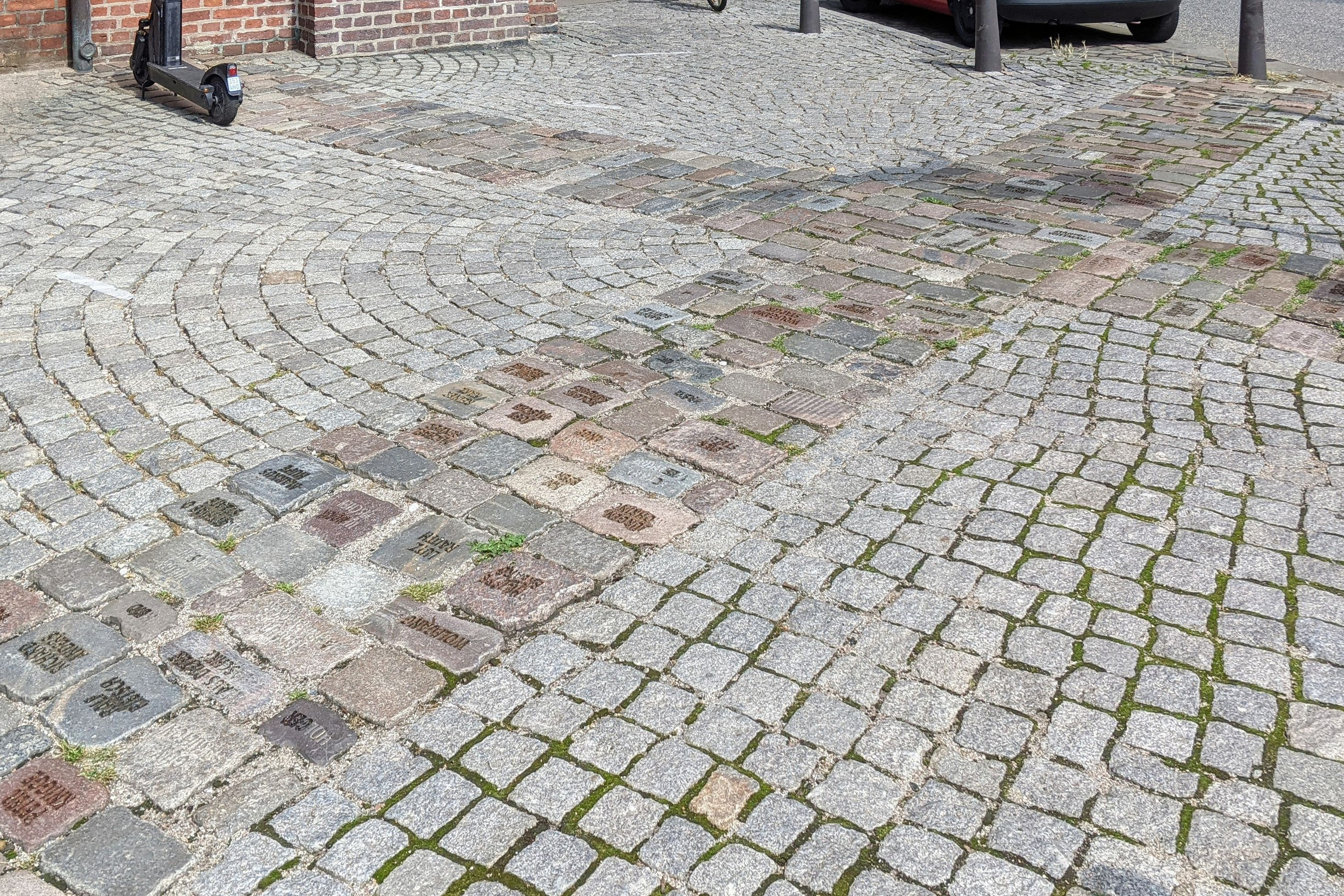
AIDS-Mahnmal „Namen und Steine“ von Tom Fecht, 1994